# Reformistas Liberales
Reformistas Liberales (Riformatori Liberali) (RL) fue un pequeño partido político en italiano de ideología libertario, liberal y liberista liderado por Benedetto Della Vedova, un expresidente de Radicales Italianos. Hasta julio de 2010 fue una corriente interna del Pueblo de la Libertad, y desde entonces lo es de Futuro y Libertad.

## Historia
RL fue fundado en 2005 y también como una escisión de Radicales Italianos por aquellos radicales opuestos a la formación de la coalición la Rosa en el Puño junto a Socialistas Demócratas Italianos, y partidarios de aliarse con la Casa de las Libertades. El partido fue apoyado asimismo por antiguos radicales anteriores y por muchos exmiembros del Partido Liberal Italiano y de Forza Italia.
Después de las elecciones generales de Italia de 2006 (en la que Della Vedova fue elegido diputado en la lista de Forza Italia), el objetivo explícito del grupo era trabajar por unir al centro-derechal italiano en un solo partido y fortalecer las posiciones liberales y secular del mismo. RL actuaban en la práctica como una facción de Forza Italia y como un agente unificador de los liberales del centro derecha.
En octubre de 2006, RL lanzaron un manifiesto llamado "Dar un alma libertaria hacia el centro-derecha", junto con reconocidos periodistas, académicos y algunos políticos de Forza Italia y de Alianza Nacional.
El 1 de noviembre Della Vedova animó a los Radicales Italianos a unirse al centro-derecha de cara a las siguientes elecciones generales; algunos días antes, Della Vedova había manifestado su deseo de que él, Marco Pannella, Emma Bonino y Daniele Capezzone se encontraran de nuevo en el centro-derecha. El 7 de noviembre, cuando finalmente Capezzone abandonó a los radicales y al centro-izquierda, Della Vedova le abrió las puertas para unirse a Forza Italia y al centro-derecha.
En las elecciones generales de 2008 RL formó parte de la lista del Pueblo de la Libertad (PdL), logrando dos diputados electos: Benedetto Della Vedova y Giuseppe Calderisi. Poco después de éstas, Daniele Capezzone, que había ingresado previamente el centro-derecha, fue nombrado por Berlusconi como portavoz de Forza Italia. En 2009 el partido se fusionó con el PdL, y sus miembros, encabezados por Della Vedova, formaron una nueva asociación llamada Libertiamo. El partido se integró finalmente en 2009 en el Pueblo de la Libertad. Dentro del nuevo partido Della Vedova se fue distanciando de Silvio Berlusconi, su mentor, y se aproximó a Gianfranco Fini y la corriente Generazione Italia. En julio de 2010, Della Vedova finalmente abandonó el PdL para incorporarse al nuevo partido de Fini, Futuro y Libertad, dentro del cual siguen funcionando como corriente interna bajo en nombre de Libertiamo.

## Ideología
RL incluía en su programa medidas marcadamente liberales, como un fuerte apoyo al libre mercado, las privatizaciones, la desregulación, la reducción de impuestos y la competencia en los servicios de salud y educación. También propuso una reforma al estilo americano del sistema político italiano (su lema era "América, Mercado, Individual"), incluyendo el presidencialismo, el federalismo fiscal y la implantación de un sistema electoral por escrutinio mayoritario uninominal. A pesar de ser un partido pequeño,  RI también se mostraba favorable al sistema bipartidista.
En política exterior eran incondicionalmente proamericanos. A nivel internacional RL, junto con los Radicales Italianos, era miembro del Partido Radical Transnacional, una ONG que trabaja para las Naciones Unidas. En asuntos sociales tenía una postura progresista sobre el aborto y la investigación con células madre, pero sin profundizar en el asunto; igualmente apoyaba las uniones civiles de parejas homosexuales. Pese a se favorable al uso de la energía nuclear, impulso que el centro-derecha se inmiscuyera más en las políticas verdes, buscando arrebatar el monopolio de éstas a los partidos de izquierda.